# Cnemaspis gemunu
Espèce
Cnemaspis gemunu est une espèce de geckos de la famille des Gekkonidae.

## Répartition
Cette espèce est endémique du Sri Lanka. Elle se rencontre entre 1 250 et 1 660 m d'altitude dans le massif Central.

## Description
Cnemaspis gemunu mesure, queue non comprise, jusqu'à 34 mm.

## Publication originale
- Bauer, De Silva, Greenbaum & Jackman, 2007 : A new species of day gecko from high elevation in Sri Lanka, with a preliminary phylogeny of Sri Lankan Cnemaspis (Reptilia, Squamata, Gekkonidae). Mitteilungen aus dem Museum für Naturkunde in Berlin, vol. 83, n. S1, p. 22-32.